# Streckbrücke
Die Streckbrücke ist eine Straßenbrücke innerhalb der kreisfreien Stadt Pirmasens. Sie steht unter Denkmalschutz.

## Lage
Die Streckbrücke befindet sich am westlichen Stadtrand und führt über das namensgebende Strecktal. Sie verbindet die Viertel Schachen im Norden und das Winzler Viertel im Süden. Unmittelbar östlich der Brücke befindet sich der Strecktalpark.
Unter ihr liegt die Quelle des Streckbachs, der den rechten Quellfluss des Blümelsbach bildet.

## Bauwerk
Bei der Brücke handelt es sich um einen Betonbau mit weitgespanntem Mittelbogen und filigran aufgeständerter Fahrbahn, der durch die Wayss & Freytag AG nach Entwurf von Emil Mörsch und Paul Bonatz errichtet wurde.

## Geschichte
Im 19. Jahrhundert hatte sich die Bebauung von Pirmasens in die östliche Richtung entwickelt, während der Westen des Stadtgebiets größtenteils unbebaut geblieben war. Zur Erschließung neuer Wohngebiete, die ab Anfang des 20. Jahrhunderts im westlichen Stadtgebiet geplant waren, war die Schaffung entsprechender Infrastruktur erforderlich. Die Brücke wurde ab 1927 gebaut und 1928 eröffnet.

## Verkehr
Über die Streckbrücke verläuft die Kreisstraße 6, die die Stadtviertel Schachen und Winzler Viertel miteinander verbindet.